# Slakthus 5
Slakthus 5 eller Barnkorståget: En skyldighetsdans med döden (originaltitel: Slaughterhouse-Five, or The Children's Crusade: A Duty-Dance with Death) är en roman av Kurt Vonnegut från 1969. Berättelsen handlar till stor del om bombningen av Dresden i februari 1945 under andra världskriget. Romanen är delvis verklighetsbaserad, Vonnegut var själv krigsfånge i Dresden under bombningen. Bunkern där de hölls fångna hette just Slakthus 5 (tyska: Schlachthof-fünf).

## Handling
Billy Pilgrim har en egenhet, att han är spatial i tiden på samma sätt som andra är spatiala i rummet. Sålunda kan Billy befinna sig på en optikerkongress i Kanada år 1963 i den ena stunden, för att efter nästa ögonblick befinna sig i fånglägret i Dresden under de allierades bombningar 1945.
Fånglägret i fråga inryms i ett kylrum långt nere under jorden i ett slakthus, Slakthus 5, och är det enda som återstår av Dresden någon dag senare, sedan de allierade bombat fram en så kallad eldstorm som slukat hela staden.

## Om romanen
Romanen populariserade uttrycket So it goes (i svenska utgåvan översatt till "Så kan det gå"). Frasen återkommer frekvent i berättelsen.
Romanen filmatiserades år 1972 med samma titel, i regi av George Roy Hill.

## Mottagande och reaktioner
Slakthus 5 har kallats för en av de starkaste antikrigsskildringarna i modern litteratur. Den kom ut 1969, en känslig tid för amerikaner på grund av Vietnamkriget, och föranledde att den 1973 brändes i ett bokbål på en skola i staden Drake, North Dakota. Romanen var samtidigt mycket populär bland pacifister.